# Cantó de Noisy-le-Grand
El cantó de Noisy-le-Grand és un cantó francès del departament de Sena Saint-Denis, situat al districte de Le Raincy. Té 2 municipis i el cap és Noisy-le-Grand.

## Municipis
- Gournay-sur-Marne
- Noisy-le-Grand

## Història
| Data d'elecció                           | Identitat         | Partit        | Qualitat |
| ---------------------------------------- | ----------------- | ------------- | -------- |
| 1967-1977                                | Marius Serelle    | Divers droite |          |
| 1977-1979                                | M. Morel          | UDF-PR        |          |
| 1979-1985                                | Sergine Adam      | PCF           |          |
| 1985-1998                                | Françoise Richard | RPR           |          |
| 1998-                                    | Emmanuel Constant | PS            |          |
| les dades anteriors no són pas conegudes |                   |               |          |
|                                          |                   |               |          |

## Demografia
| A partir de 1990: Població sense dobles comptes |